# Kenneth Paal
Kenneth Paal (Arnhem, 24 juni 1997) is een Nederlands voetballer die doorgaans als linksback speelt. Sinds 2022 staat hij onder contract bij de Engelse club Queens Park Rangers FC.

## Carrière

### Jeugd en PSV
Paal speelde in de jeugd van N.E.C. en PSV. Hij debuteerde op 9 augustus 2014 voor Jong PSV in de Eerste divisie, tegen Achilles '29. Hij mocht in de basiself beginnen in de eerste wedstrijd van het seizoen 2014/15. Paal tekende in augustus 2015 een contract tot medio 2020 bij PSV. Hij speelde tot en met het seizoen 2016/17 vervolgens 77 competitiewedstrijden in Jong PSV. 
Paal maakte zijn debuut in het eerste elftal 12 augustus 2017. Hij viel die dag in de 31e minuut in voor Joshua Brenet tijdens een met 3–2 gewonnen competitiewedstrijd thuis tegen AZ. Een speelronde later kreeg hij zijn eerste basisplaats. Coach Phillip Cocu hevelde Paal op 23 december 2017, bij gebrek aan linksbacks, per direct over naar de selectie van het eerste elftal, waarmee hij dat seizoen de titel pakte. Hij kwam hiervoor niettemin na de winterstop nog maar eenmaal in actie, tijdens de laatste wedstrijd van het seizoen. 

### PEC Zwolle
PSV verhuurde Paal in juli 2018 voor een jaar aan PEC Zwolle. Dat bedong daarbij ook een optie tot koop, die in de zomer van 2019 gelicht werd. Paal tekende een driejarig contract in Zwolle.  Paal speelde 3 seizoenen voor PEC Zwolle. In zijn laatste seizoen degradeerde hij met de club en werd besloten het contract met Paal niet te verlengen.

### Queen Park Rangers FC
Op 19 juni 2022 tekende Paal transfervrij een driejarige overeenkomst bij Queens Park Rangers FC. De club speelde op dat moment in de onderste regionen van het Championship, het een na hoogste niveau in Engeland. Paal werd bij QPR als linksback basisspeler en speelde in zijn eerste twee seizoenen 75 wedstrijden.

## Clubstatistieken

### Jeugd
| Seizoen     | Club        | Competitie     | Competitie | Competitie | Beker | Beker | Internationaal | Internationaal | Totaal | Totaal |
| Seizoen     | Club        | Competitie     | Wed.       | Dlp.       | Wed.  | Dlp.  | Wed.           | Dlp.           | Wed.   | Dlp.   |
| ----------- | ----------- | -------------- | ---------- | ---------- | ----- | ----- | -------------- | -------------- | ------ | ------ |
| 2014/15     | Jong PSV    | Eerste divisie | 9          | 0          | 0     | 0     | —              | —              | 9      | 0      |
| 2015/16     | Jong PSV    | Eerste divisie | 34         | 3          | 0     | 0     | —              | —              | 34     | 3      |
| 2016/17     | Jong PSV    | Eerste divisie | 34         | 2          | 0     | 0     | —              | —              | 34     | 2      |
| 2017/18     | Jong PSV    | Eerste divisie | 11         | 0          | 0     | 0     | —              | —              | 11     | 0      |
| Club totaal | Club totaal | Club totaal    | 88         | 5          | 0     | 0     | 0              | 0              | 88     | 5      |

| Seizoen     | Club                   | Competitie   | Competitie | Competitie | Beker | Beker | Internationaal | Internationaal | Totaal | Totaal |
| Seizoen     | Club                   | Competitie   | Wed.       | Dlp.       | Wed.  | Dlp.  | Wed.           | Dlp.           | Wed.   | Dlp.   |
| ----------- | ---------------------- | ------------ | ---------- | ---------- | ----- | ----- | -------------- | -------------- | ------ | ------ |
| 2017/18     | PSV                    | Eredivisie   | 5          | 0          | 1     | 0     | 0              | 0              | 6      | 0      |
| Club totaal | Club totaal            | Club totaal  | 5          | 0          | 1     | 0     | 0              | 0              | 6      | 0      |
| 2018/19     | → PEC Zwolle           | Eredivisie   | 29         | 0          | 3     | 0     | —              | —              | 32     | 0      |
| 2019/20     | PEC Zwolle             | Eredivisie   | 19         | 3          | 2     | 0     | —              | —              | 21     | 2      |
| 2020/21     | PEC Zwolle             | Eredivisie   | 27         | 0          | 1     | 0     | —              | —              | 28     | 0      |
| 2021/22     | PEC Zwolle             | Eredivisie   | 25         | 0          | 0     | 0     | —              | —              | 25     | 0      |
| Club totaal | Club totaal            | Club totaal  | 100        | 3          | 6     | 0     | 0              | 0              | 106    | 3      |
| 2022/23     | Queens Park Rangers FC | Championship | 40         | 1          | 1     | 0     | —              | —              | 41     | 1      |
| 2023/24     | Queens Park Rangers FC | Championship | 35         | 4          | 2     | 0     | —              | —              | 37     | 4      |
| 2024/25     | Queens Park Rangers FC | Championship | 13         | 1          | 3     | 0     | —              | —              | 16     | 1      |
| Club totaal | Club totaal            | Club totaal  | 83         | 6          | 6     | 0     | 0              | 0              | 89     | 6      |

Bijgewerkt op 28 november 2024.

## Interlandcarrière
Paal debuteerde in 2015 in Nederland –19. Daarmee nam hij in juli 2016 deel aan het EK –19.

## Erelijst
| Kampioen Eredivisie | 1x | 2017/18 |